# Сиоси, Росефело
Росефело Сиоси (англ. Rosefelo Siosi; род. 23 августа 1996, Ауки) — соломонский легкоатлет, специалист по бегу на длинные дистанции. Выступал за сборную Соломоновых Островов по лёгкой атлетике в 2010-х годах, чемпион Тихоокеанских игр, бронзовый призёр чемпионата Океании, участник летних Олимпийских игр в Рио-де-Жанейро.

## Биография
Росефело Сиоси родился 23 августа 1996 года в городе Ауки провинции Малаита, Соломоновы Острова.
Занимался бегом в легкоатлетическом клубе «Гленхантли» в Мельбурне, Австралия.
Впервые заявил о себе в лёгкой атлетике в 2012 году, выиграв две золотые медали на юниорском чемпионате Океании в Кэрнсе — в беге на 5000 и 10000 метров.
Дебютировал на взрослом международном уровне в сезоне 2014 года, когда вошёл в основной состав соломонской национальной сборной и выступил на Играх Содружества в Глазго — на дистанции 5000 метров показал время 16:55,33 и занял с ним последнее 24 место.
В 2015 году побывал на Тихоокеанских играх в Порт-Морсби, откуда привёз награды серебряного и золотого достоинства, выигранные в дисциплинах 5000 и 10000 метров соответственно. При этом на чемпионате Океании в Кэрнсе получил бронзу в дисциплине 10000 метров.
Благодаря череде удачных выступлений удостоился права защищать честь страны на летних Олимпийских играх 2016 года в Рио-де-Жанейро. Стартовал здесь в мужском беге на 5000 метров и, хоть и установил свой личный рекорд в данной дисциплине (15:47,76), преодолеть предварительный квалификационный этап не смог. На церемонии закрытия Игр Сиоси являлся знаменосцем делегации Соломоновых Островов.
После Олимпиады Росефело Сиоси больше не показывал сколько-нибудь значимых результатов в лёгкой атлетике на международной арене.